# Subterranean Homesick Alien
«Subterranean Homesick Alien» es la tercera canción del tercer disco de Radiohead, OK Computer. Originalmente iba a ser llamada "Uptight", pero se cambió por un título que recuerda a "Subterranean Homesick Blues", de Bob Dylan. La canción trata de referencias a abducciones alienígenas basadas en dos experiencias personales de Thom Yorke. La primera consistía en un ensayo que se le fue encargado a Thom, el cual, planteaba una interrogante sobre qué impresiones tendría él de la Tierra, si fuera un alienígena que visita el planeta por primera vez. El segundo incidente sucedió cuando Thom iba conduciendo de noche, por el campo y, de repente, un ave chocó contra el parabrisa. Thom se detuvo, bajó del vehículo y empezó a pensar sobre abducciones alienígenas justamente.